# Abraham i Lot se separen
Abraham i Lot se separen és un mosaic situat a la nau central de Basílica de Santa Maria Major de Roma. Datat del segle v (432-440), forma part d'un cicle de mosaics, la temàtica dels quals està basada en els quatre episodis bíblics sobre Abraham, Jacob, Moisès i el seu successor Josuè. El seu promotor va ser el papa Sixt III.

## Descripció
L'obra descriu el moment de la separació d'Abraham i el seu nebot Lot en terres de Canaan. Després del seu viatge conjunt des de Mesopotàmia, lloc de residència original de tots dos, els problemes causats entre els pastors dels ramats de tots dos amb relació als recursos disponibles, van causar la separació dels patriarques, escollint Lot la ciutat de la vall del riu Jordà, Sodoma, mentre que Abraham decidia dirigir-se a Hebron.
L'obra està realitzada en mosaic amb tessel·les petites de pedra calcària i marbre. L'artista va utilitzar l'agrupació de personatges amb la intenció de crear una il·lusió d'espai, és una forma de representar una multitud «abreujada» -s'anomena «grup de cap»-, els principals personatges de l'escena se centren i es realitzen amb una major mida. En aquesta escena també es va usar els jocs de llum i ombres que corresponen a les figures.